# Graphidipus flavifilata
Graphidipus flavifilata là một loài bướm đêm trong họ Geometridae.